# Фототаксис
Фотота́ксис (от др.-греч. φως / φωτος — свет и τάξις — строй, порядок, расположение по порядку) — тип таксиса, свойство клеток и микроорганизмов ориентироваться и двигаться по направлению к или от источника света, характерное прежде всего фототрофным организмам. Существует как положительный фототаксис (движение происходит в направлении к источнику света; осуществляется за счёт светочувствительных глазок и жгутиков), так и отрицательный фототаксис — движение идёт в противоположном направлении.
Механизм фототаксиса включает в себя три основных этапа:
- поглощение света и первичные реакции в фоторецепторе;
- преобразование стимулов и передача сигналов к двигательному аппарату;
- изменение движения.

Два вида положительного фототаксиса наблюдаются у бактерий. Первый — «скотофототаксис» — наблюдается только под микроскопом. Он происходит, когда бактерия плавает в освещённой области, но когда она покидает её, бактерия изменяет направление движения и снова входит в освещённую область. Второй вид фототаксиса — настоящий фототаксис — проявляется в направленном движении по направлению градиента освещённости. Этот процесс аналогичен положительном хемотаксису за исключением того, что клетки привлекаются светом, а не химическими веществами.